# Heiße Ware (1959)
Heiße Ware ist ein 1958 gedrehter, deutscher Kriminalfilm von Paul May rund um das Drogenmilieu mit Peter Carsten, Ivan Desny und Margit Saad in den Hauptrollen.

## Handlung
Die bayerische Kriminalpolizei hat jüngst Ärger mit Drogendelikten, denn in einigen obskuren Lokalitäten in München und Garmisch-Partenkirchen ist zuletzt mehrfach Rauschgift aufgetaucht. Die Interpol beauftragt den deutschen Polizisten Paul Martens damit, sich der Sache anzunehmen, und der beschließt, subversiv und inkognito in die Unterwelt einzutauchen. Er beginnt der mondänen „Boutique“-Besitzerin Anna Keller auf den Zahn zu fühlen, denn deren Geschäft in Garmisch scheint der Hauptumschlagplatz der heißen Ware, wie der Filmtitel verrät, zu sein. Anna selbst gilt als Bankier der Schmugglerbande. Offensichtlich führt sie den Drogenring mit eiserner Hand, Erpressungen und Drohungen inklusive, wie es einst ihr Vater tat. Mit falschen Papieren und ebensolchem Vorstrafenregister kann sich Paul rasch bei ihr einschmeicheln und ihr Vertrauen gewinnen, und bald scheint Anna Keller regelrecht Gefallen an dem Undercover-Polizisten zu finden. Schließlich ist es ausgerechnet sie, die Paul geradezu beschwört, den Weg allen Kriminellens zu verlassen und mit ihr auszusteigen, auf dass beide irgendwo in der Fremde neu anfangen können …
Doch dies scheint leichter gesagt als getan, denn der eigentliche Organisator des Drogenschmuggels ist der kräftige Blondschopf Otto Faber. Er organisiert die Transportwege der Drogen und sorgt dafür, dass die heiße Ware problemlos über die Grenze gelangt. Von der äußerlichen Erscheinung ein kumpelhafter Gemütsmensch, wird Faber eiskalt, wenn es um sein Geschäft geht. Bislang hatte er an der Grenze noch keine Probleme bekommen, denn er hat mit dem Grenzpolizisten Gerndl einen Zuträger von Informationen bezüglich anstehender polizeilicher Maßnahmen. Gerndl steckt Otto auch, dass sich ein Polizeispitzel bei den Drogenhändlern eingenistet haben soll. Faber glaubt, dass es sich dabei um den Aushilfskellner Ludwig Klein handeln müsse, denn der ist noch ziemlich neu im Team und fiel ihm bereits als äußerst neugierig auf. Bei einer erneuten Grenzaktion kommt der unscheinbar wirkende Klein ums Leben; er stürzt in die Tiefe. Ob Otto Faber dabei nachgeholfen hat, ist im ersten Moment nicht völlig klar. Martens findet den zerschmetterten Körper Kleins und entdeckt eine Zigaretten-Schachtel bei ihm. Doch die Packung erhält keine Zigaretten, sondern vielmehr Glasröhrchen, gefüllt mit geschmuggeltem Rauschgift.
Wieder zurück in Garmisch-Partenkirchen, veranlasst Martens, dass dem brutalen Otto von der dortigen Polizei der Pass abgenommen wird, sodass eine legale Grenzüberschreitung des Drogenschmuggel-Organisators nicht mehr möglich ist. Paul erhofft, dass man nun Ottos Aufgaben ihm überträgt, und so geschieht es auch. Diesmal steht ein Schmuggel von Drogen in einem Benzinkanister an. Von polizeilicher Seite wird die Verhaftung Fabers und Gerndls vorbereitet. Die beiden können jedoch knapp ihrem Arrest entgehen und fliehen nach München, um ihren dortigen Verbindungsmann Erwin Wanka aufzusuchen. Im Zug dorthin reist auch Paul mit. Otto, der mitbekommen hat, wie sehr sich Paul und Anna einander angenähert haben, behauptet gegenüber dem geheim operierenden Interpol-Polizisten, dass er Anna in seiner Hand habe. Faber hofft, sich damit Paul wenigstens vorübergehend vom Hals halten zu können. Der weiß nicht, dass Faber nur blufft und Anna in Wahrheit ebenfalls auf dem Weg in die bayerische Landeshauptstadt ist. In Wankas Wohnung kommt es zum offenen Schlagabtausch der Verbrecher mit Paul, der dabei k. o. geht. Anna wechselt schließlich die Seiten und informiert die Polizei über die Lage. Die trifft im letzten Moment ein und nimmt Faber, Gerndl und Wanka fest. Durch ihre Hilfe ist Anna aus dem Schneider und wird gemeinsam mit Paul ein neues, nunmehr rechtschaffenes Leben beginnen können.

## Produktionsnotizen
Heiße Ware entstand 1958 in Bayern und wurde am 5. Juni 1959 uraufgeführt.
Richard König übernahm die Herstellungsleitung. Herbert Strabel und Bruno Monden schufen die Filmbauten, Walter Rühland sorgte sich um den Ton.

## Kritiken
Im Lexikon des Internationalen Films heißt es: „Konventioneller Kriminalfilm mit den üblichen Versatzstücken des Genres. Zahm in der Machart, schleppend im Ablauf, unbeholfen in Regie, Darstellung und Fotografie.“
Der Onlineauftritt von Cinema empfand den Film nur als „mäßige[n] Reißer“ und „08/15-BRD-Krimi von der Stange“.